# Rosa arabica
Rosa arabica — вид рослин з родини розових (Rosaceae); ендемік Синаю.

## Опис
Це багаторічний кущ зі стеблами довжиною до трьох метрів, залозистий і з усіма колючками подібними. Листочки обернено-яйцюваті, глибоко подвійно-пилчасті, на верхній поверхні мало-залозисті й не запушені. Цвіте пізньою весною, а розмноження відбувається насінням наприкінці літа.

## Поширення
Ендемік Синаю.
Це ендемік високогірної зони на півдні Синаю з вузьким висотним діапазоном між 1700 і 2350 м н.р.м. Обмежений гірськими ваді.

## Використання
Цей вид збирається для традиційних медичних цілей; використовується для лікування людей і тварин. Крім того, збирається як паливо, і також має економічне значення як пасовищна рослина для верблюдів та осликів.

## Загрози
Рослинність в області зростання зазнала порушень внаслідок людської діяльності, як-от надмірний випас худоби, викорчовування, туризм, кар'єри та надмірна експлуатація. Загроза з боку диких віслюків (Equus asinus) посилюється тим, що вони спричиняють знищення різноманітних видів рослин шляхом витоптування. На вид негативно впливають наслідки кліматичних змін, особливо тривала посуха та руйнівний ефект раптових повеней.

## Охорона
Частини трьох субпопуляцій вже захищені п'ятьма огородженнями, і здійснюються регулярні спостереження з боку рейнджерів, щоб виявити вплив цього захисту на тенденції популяції. Проект збереження лікарських рослин, що фінансується ЮНЕП, намагався зберегти деякі важливі види, серед них R. arabica, використовуючи вирощування в теплицях та розмноження наземних відводків на полях, а також зберігаючи насіння для подальшого використання. Однак потрібно значно більше.